# Campeonato Mundial de Esquí Acrobático de 2019
El XVII Campeonato Mundial de Esquí Acrobático se celebró en la localidad de Park City (Estados Unidos) entre el 1 y el 9 de febrero de 2019 bajo la organización de la Federación Internacional de Esquí (FIS) y la Federación Estadounidense de Esquí. Paralelamente se realizó el XIII Campeonato Mundial de Snowboard.

## Calendario
- Hora local de Park City (UTC-7).

| Finales |

| Fecha         | Hora  | Evento                   |
| ------------- | ----- | ------------------------ |
| 1 de febrero  | —     | —                        |
| 2 de febrero  | 13:00 | Campo a través M y F     |
| 2 de febrero  | 19:00 | Big air M y F            |
| 3 de febrero  | —     | —                        |
| 4 de febrero  | —     | —                        |
| 5 de febrero  | —     | —                        |
| 6 de febrero  | 14:00 | Slopestyle M y F         |
| 6 de febrero  | 19:00 | Salto aéreo M y F        |
| 7 de febrero  | 19:00 | Salto aéreo EQS          |
| 8 de febrero  | 19:00 | Baches M y F             |
| 9 de febrero  | 11:00 | Halfpipe M y F           |
| 9 de febrero  | 19:00 | Baches en paralelo M y F |
| 10 de febrero | —     | —                        |

1. ↑  Prueba cancelada por malas condiciones meteorológicas.[2]

## Medallistas

### Masculino
| Evento                     | Oro                               | Plata                                 | Bronce                                   |
| -------------------------- | --------------------------------- | ------------------------------------- | ---------------------------------------- |
| Baches (08.02)             | Mikaël Kingsbury · Canadá · 84,89 | Matt Graham Australia 81,94           | Daichi Hara Japón 81,66                  |
| Baches en paralelo (09.02) | Mikaël Kingsbury · Canadá         | Bradley Wilson Estados Unidos         | Daichi Hara Japón                        |
| Halfpipe (09.02)           | Aaron Blunck Estados Unidos 94,20 | Kevin Rolland Francia 93,80           | Noah Bowman · Canadá · 91,60             |
| Salto aéreo (06.02)        | Maxim Burov · Rusia · 130,09      | Olexandr Abramenko · Ucrania · 126,24 | Noé Roth · Suiza · 125,22                |
| Big air (02.02)            | Fabian Bösch · Suiza · 186,00     | Henrik Harlaut · Suecia · 184,00      | Alex Beaulieu-Marchand · Canadá · 183,25 |
| Slopestyle (06.02)         | James Woods Reino Unido 86,68     | Birk Ruud · Noruega · 85,40           | Nicholas Goepper Estados Unidos 85,18    |
| Campo a través (02.02)     | François Place Francia            | Brady Leman · Canadá                  | Kevin Drury · Canadá                     |

### Femenino
| Evento                     | Oro                                            | Plata                             | Bronce                               |
| -------------------------- | ---------------------------------------------- | --------------------------------- | ------------------------------------ |
| Baches (08.02)             | Yuliya Galysheva · Kazajistán · 79,14          | Jakara Anthony Australia 78,99    | Perrine Laffont Francia 78,70        |
| Baches en paralelo (09.02) | Perrine Laffont Francia                        | Jaelin Kauf Estados Unidos        | Tess Johnson Estados Unidos          |
| Halfpipe (09.02)           | Kelly Sildaru Estonia 95,00                    | Cassie Sharpe · Canadá · 94,40    | Brita Sigourney Estados Unidos 90,60 |
| Salto aéreo (06.02)        | Aliaxandra Ramanouskaya · Bielorrusia · 113,18 | Liubov Nikitina · Rusia · 89,88   | Xu Mengtao China 89,88               |
| Big air (02.02)            | Tess Ledeux Francia 184,75                     | Julia Krass Estados Unidos 173,75 | Isabel Atkin Reino Unido 168,75      |
| Slopestyle (06.02)         | Prueba cancelada                               | Prueba cancelada                  | Prueba cancelada                     |
| Campo a través (02.02)     | Marielle Thompson · Canadá                     | Fanny Smith · Suiza               | Alizée Baron Francia                 |

### Mixto
| Evento                          | Oro                                                            | Plata                                             | Bronce                                                                  |
| ------------------------------- | -------------------------------------------------------------- | ------------------------------------------------- | ----------------------------------------------------------------------- |
| Salto aéreo por equipos (07.02) | Carol Bouvard · Nicolas Gygax · Noé Roth · Suiza · 303,08 pts. | Xu Mengtao Sun Jiaxu Wang Xindi China 297,82 pts. | Liubov Nikitina · Stanislav Nikitin · Maxim Burov · Rusia · 296,74 pts. |

## Medallero
| Núm. | País           | Oro | Plata | Bronce | Total |
| ---- | -------------- | --- | ----- | ------ | ----- |
| 1    | Canadá         | 3   | 2     | 3      | 8     |
| 2    | Francia        | 3   | 1     | 2      | 6     |
| 3    | Suiza          | 2   | 1     | 1      | 4     |
| 4    | Estados Unidos | 1   | 3     | 3      | 7     |
| 5    | Rusia          | 1   | 1     | 1      | 3     |
| 6    | Reino Unido    | 1   | 0     | 1      | 2     |
| 7    | Bielorrusia    | 1   | 0     | 0      | 1     |
| 7    | Estonia        | 1   | 0     | 0      | 1     |
| 7    | Kazajistán     | 1   | 0     | 0      | 1     |
| 10   | Australia      | 0   | 2     | 0      | 2     |
| 11   | China          | 0   | 1     | 1      | 2     |
| 12   | Noruega        | 0   | 1     | 0      | 1     |
| 12   | Suecia         | 0   | 1     | 0      | 1     |
| 12   | Ucrania        | 0   | 1     | 0      | 1     |
| 15   | Japón          | 0   | 0     | 2      | 2     |
|      | TOTAL          | 14  | 14    | 14     | 42    |